# گورهای آتوان
گورهای آتوان (به انگلیسی: The Tombs of Atuan)، کتابی است نوشتهٔ اورسولا لو گویین در ژانر فانتزی که دومین کتاب از مجموعهٔ دریای زمین است و اولین بار در شمارهٔ سال ۱۹۷۰ جهان فانتزی به چاپ رسید و سپس در سال ۱۹۷۱ به صورت کتاب منتشر شد. این کتاب، داستان جادوگری با نام گِد (Ged) را بیان می‌کند که به گورهای آتوان می‌رود تا حلقهٔ صلح اررت-آکبه (Erret-Akbe) را از راهبه‌های آتوان بدزدد و دوباره به جزایر میانی بازگرداند.
این کتاب نشان نیوبری را در سال ۱۹۷۲ از آن خود کرد.

## داستان
داستان از زبان آرها (Arha) بازگو می‌شود (نام حقیقی او تِنار است) که دختری نوجوان است که مقام راهبهٔ اول گورهای آتوان را دارد ولی قدرت حقیقی از آن دو راهبهٔ دیگر با نام‌های کاسیل (Kossil) و تار (Thar) است. در ابتدای کتاب دربارهٔ کودکی آرها و انتخاب او به عنوان راهبهٔ اول می‌خوانیم و اینکه او چگونه به گورهای آتوان که مجموعه‌ای عظیم از شهرهای زیرزمینی و راهروهای باریک و بدون نور در زیر بیابانی خشک است خو می‌گیرد. او کم‌کم به راه‌های مخفی در دل گورهای آتوان آشنا می‌شود و روزها و شب‌های تنهایی‌اش را به گشت‌وگذار در این شهر زیرزمینی می‌گذراند. او که تا آن زمان هیچ مردی را ندیده‌است در یکی از شب‌ها، متوجه حضور مردی در یکی از تالارهای زیرزمینی می‌شود. با آشنایی از تمام راه‌های خروج، او را در آنجا گرفتار می‌کند و منتظر مرگش می‌شود. او که فهمیده که آن مرد، یک جادوگر است، با کمک خدمتکارش، مانان (Manan)، به او غذا و آب می‌رساند و او را زنده اما زندانی نگاه می‌دارد تا دربارهٔ جادوگران و زندگی مردمان جزایر میانی اطلاعاتی بدست آورد.